# Skały krasowiejące
Skały krasowiejące, skały rozpuszczalne – grupa skał, w których, dzięki ich stosunkowo łatwej rozpuszczalności w wodzie, mogą zachodzić procesy krasowe.
Do skał krasowiejących należą m.in.:
- skały węglanowe (większość) – zbudowane z węglanów, np.:
  - wapienie
  - dolomity
- ewaporaty (zob. też skały solne), np.:
  - halityt (potocznie sól kamienna)
  - gipsy
  - anhydryty
(gipsy i anhydryty bywają również wyodrębniane jako skały gipsowe)